# Бойко Володимир Григорович (депутат ВР УРСР)
Володимир Григорович Бойко (нар. 20 серпня 1959, село Стольне, тепер Менського району Чернігівської області) — український радянський діяч, ланковий механізованої ланки колгоспу «Праця» Менського району Чернігівської області. Депутат Верховної Ради УРСР 11-го скликання.

## Біографія
Народився в родині колгоспників. Освіта середня.
З 1976 року — тракторист, з 1981 року — ланковий механізованої ланки по вирощуванню кукурудзи колгоспу «Праця» села Стольне Менського району Чернігівської області.
Потім — на пенсії в селі Стольне Менського району Чернігівської області.

## Нагороди
- медаль «За трудову доблесть»